# Sacciolepis
Sacciolepis es un género de plantas herbáceas perteneciente a la familia de las poáceas. Es originario de las regiones tropicales y subtropicales del mundo.

## Etimología
El nombre del género deriva de las palabras griegas sakkion (una pequeña bolsa) y lepis (escala), aludiendo a la gluma en forma de saco. 

## Especies
| - Sacciolepis africana - Sacciolepis albida - Sacciolepis angusta - Sacciolepis angustissima - Sacciolepis antsirabensis - Sacciolepis arenaria - Sacciolepis auriculata - Sacciolepis aurita - Sacciolepis barbiglandularis - Sacciolepis birmahica - Sacciolepis brachiata - Sacciolepis brevifolia - Sacciolepis campestris - Sacciolepis catumbensis - Sacciolepis chevalieri - Sacciolepis ciliocincta - Sacciolepis cinereo-vestita - Sacciolepis cingularis - Sacciolepis circumciliata - Sacciolepis clatrata - Sacciolepis claviformis - Sacciolepis contracta - Sacciolepis curvata - Sacciolepis cymbiandra - Sacciolepis delicatula - Sacciolepis donacifolia - Sacciolepis fenestrata - Sacciolepis geniculata | - Sacciolepis gibba - Sacciolepis glabra - Sacciolepis glaucescens - Sacciolepis gracilis - Sacciolepis huillensls - Sacciolepis incana - Sacciolepis incurva - Sacciolepis indica - Sacciolepis insulicola - Sacciolepis interrupta - Sacciolepis johnstonii - Sacciolepis karsteniana - Sacciolepis kimayalaensis - Sacciolepis kimpasaensis - Sacciolepis lebrunii - Sacciolepis leptorrhachis - Sacciolepis longissima - Sacciolepis luciae - Sacciolepis micrococcus - Sacciolepis mukuku - Sacciolepis myosuroides - Sacciolepis myuros (Lam.) Chase - camelote - Sacciolepis nana - Sacciolepis oryzetorum - Sacciolepis otachyrioides - Sacciolepis palustris - Sacciolepis pergracilis | - Sacciolepis polymorpha - Sacciolepis polystachis - Sacciolepis polystachys - Sacciolepis pungens - Sacciolepis rigens - Sacciolepis scirpoidea - Sacciolepis semienensis - Sacciolepis seslerloides - Sacciolepis simaoensis - Sacciolepis spicata - Sacciolepis spiciformis - Sacciolepis squamigera - Sacciolepis striata - Sacciolepis strictula - Sacciolepis strumosa - Sacciolepis tenuissima - Sacciolepis transbarbuta - Sacciolepis trollii - Sacciolepis turgida - Sacciolepis typhura - Sacciolepis velutina - Sacciolepis viguieri - Sacciolepis vilfoides - Sacciolepis vilvoides - Sacciolepis wittei - Sacciolepis wombaliensi |